# Justina Pinheiro
Justina Pinheiro (* 2. August 1966) ist eine ehemalige portugiesische Judoka. Sie war  Europameisterschaftsdritte 1994.

## Sportliche Karriere
Justina Pinheiro kämpfte im Superleichtgewicht, der Gewichtsklasse bis 48 Kilogramm. Sie war von 1993 bis 1996 viermal portugiesische Landesmeisterin. Bei den Weltmeisterschaften 1993 verlor sie im Viertelfinale gegen die Japanerin Ryōko Tamura und belegte den siebten Platz. Im Jahr darauf bei den Europameisterschaften 1994 in Danzig unterlag sie im Halbfinale der Französin Sylvie Meloux, den Kampf um eine Bronzemedaille gewann sie gegen die Italienerin Giorgina Zanette. 1995 unterlag sie im Achtelfinale der Europameisterschaften in Birmingham. Bei den Weltmeisterschaften 1995 gewann sie einen Kampf und verlor zweimal, so dass sie letztlich den neunten Platz belegte. 1996 erreichte Justina Pinheiro den siebten Platz bei den Europameisterschaften. Den gleichen Platz belegte sie auch ein Jahr später bei den Europameisterschaften in Ostende. Bei den Weltmeisterschaften 1997 in Paris erreichte sie mit einem Sieg über die Südkoreanerin Oh Soon-young das Halbfinale. Nach einer Niederlage gegen die Kubanerin Amarilis Savón verlor Pinheiro den Kampf um Bronze gegen die Schweizerin Monika Kurath.